# Турчина Зінаїда Михайлівна
Зінаї́да Миха́йлівна Століте́нко (у шлюбі Турчина́, 17 травня 1946, Київ) — українська гандболістка на позиції розігруючої, олімпійська чемпіонка монреальської і московської Олімпіад, бронзова призерка Олімпіади в Сеулі в складі збірної СРСР з гандболу, тренерка.

## Біографія
Закінчила Кам'янець-Подільський педагогічний інститут (1972).
У шлюбі з тренером Ігорем Турчиним народила у 1971 році доньку Наталію, в 1983 році — сина Михайла. Наталія Турчина — майстер спорту міжнародного класу, теж досягла значних успіхів у гандболі.

## Спортивна кар'єра
На олімпійському турнірі 1976 року провела п'ять матчів, закинула 22 м'ячі. На московській Олімпіаді закинула сім м'ячів у п'яти матчах. На Олімпіаді в Сеулі закинула один м'яч у п'яти іграх.
Крім олімпійських успіхів Турчина ставала чемпіонкою світу в 1982 і 1986 роках. Загалом за збірну СРСР з 1965 року по 1988 рік провела більше 500 матчів.
Зінаїда Турчина виступала за команду «Спартак» (Київ). 20 разів вигравала чемпіонат СРСР та 13 разів перемагала у Кубку Європейських чемпіонів.
2000 року за результатами опитування, проведеного Міжнародною федерацією гандболу Зінаїду Турчину визнано найкращою гандболісткою 20-го століття.

## Тренерська кар'єра
1990–1994 — граюча тренерка, 1994-1996 — головна тренерка команди «Спартак» та збірної України.
Турчина — президентка гандбольного клубу «Київ-Спартак» з 1993 року.

## Титули і досягнення
- Переможниця Олімпійських ігор (2): 1976, 1980
- Переможниця чемпіонату світу (2): 1982, 1986
- Срібна призерка чемпіонату світу (2): 1975, 1978
- Бронзова призерка Олімпійських ігор (1): 1988
- Бронзова призерка чемпіонату світу (1): 1973
- Володарка Кубку європейських чемпіонів (13): 1970-1973, 1975, 1977, 1979, 1981, 1983, 1985-1988
- Фіналістка Кубку європейських чемпіонів (2): 1974, 1989
- Фіналістка Кубку володарів кубків (1): 1991
- Чемпіонка СРСР (20): 1969, 1970, 1971, 1972, 1973, 1974, 1975, 1976, 1977, 1978, 1979, 1980, 1981, 1982, 1983, 1984, 1985, 1986, 1987, 1988
- Срібна призерка чемпіонату СРСР (2): 1990, 1991
- Бронзова призерка чемпіонату СРСР (1): 1989
- Чемпіонка України (1): 1992

## Державні нагороди
- Орден «За заслуги» III ст. (25 грудня 2012) — за вагомий особистий внесок у розвиток і популяризацію фізичної культури і спорту, багаторічну сумлінну працю та з нагоди 60-річчя участі українських спортсменів в Олімпійських іграх[1]
- Орден княгині Ольги I ст. (16 січня 2009) — за вагомий особистий внесок у справу консолідації українського суспільства, розбудову демократичної, соціальної і правової держави та з нагоди Дня Соборності України[2]
- Орден княгині Ольги II ст. (29 листопада 2002) — за значний особистий внесок у розвиток фізичної культури і спорту в Україні, досягнення найвищих спортивних результатів на Олімпійських іграх[3]
- Орден княгині Ольги III ст. (22 листопада 1997) — за видатні досягнення у спорті[4]
- Два ордена Трудового Червоного Прапора
- Орден «Знак Пошани»
- Орден Дружби народів